# ぺりかん社
株式会社ぺりかん社（ぺりかんしゃ、英："PERIKANSHA Publishing Inc."）は、東京都文京区に本部を置く日本の出版社。
主に日本の近世思想・文学・芸術など人文系書籍を扱う。
1963年創立。当初は経済書の翻訳も扱っていたが、日本の思想や美術など、日本文化を扱う出版に徐々に特化していった。1976年創刊の季刊誌『日本思想史』などの研究誌がその中心となっている。書籍シリーズとしては青少年向けの職業紹介書「なるにはブックス」を1971年に始めたほか、1986年に大学生や新入社員向けに始めた「仕事シリーズ」がある。